# Ruedo Ibérico
Ruedo Ibérico (dt.: Iberische Arena) war ein spanischsprachiger Verlag, der 1961 in Paris gegründet wurde. Er sollte spanischen Gegnern des Franquismus, sowohl Exilanten als auch Oppositionellen in Spanien, die Möglichkeit zur Veröffentlichung ihrer Werke geben. Der Name des Verlags bezieht sich auf den gleichnamigen Romanzyklus von Ramón María del Valle-Inclán, in dem die Verhältnisse in Spanien im 19. Jahrhundert kritisch dargestellt wurden.
Der Verlag vergab einen gleichnamigen Literaturpreis und gab eine Zeitschrift namens Cuadernos de Ruedo Ibérico heraus.

## Quelle
- Kurt Schnelle: Ruedo Iberico. In: Herbert Greiner-Mai (Hg.): Kleines Wörterbuch der Weltliteratur. VEB Bibliographisches Institut Leipzig 1983. S. 241.